# Collon (comté de Louth)
Collon est un village du comté de Louth en Irlande.

## Géographie
Il est situé à 22 km au Sud-sud-ouest de Dundalk.

## Histoire
Il y avait au XIXe siècle une importante manufacture de bas.